# Svartnande kantarell
Svartnande kantarell (Cantharellus melanoxeros) är en svampart som beskrevs av Desm. 1830. Svartnande kantarell ingår i släktet Cantharellus och familjen kantareller.  Arten är reproducerande i Sverige. Inga underarter finns listade i Catalogue of Life.